# Nuendo
Nuendo là một máy trạm âm thanh kỹ thuật số (DAW) được phát triển bởi Steinberg để ghi âm, sắp xếp, chỉnh sửa và hậu kỳ âm nhạc. Gói này nhắm đến phân khúc thị trường hậu sản xuất âm thanh và video (được tiếp thị là 'Hệ thống hậu sản xuất âm thanh nâng cao', trái ngược với phần mềm DAW khác của Steinberg, Cubase, được tiếp thị là 'Hệ thống sản xuất âm nhạc tiên tiến'), mà còn chứa các mô-đun tùy chọn có thể được sử dụng để tạo đa phương tiện và giải trình tự âm thanh.

## Lịch sử
Phiên bản đầu tiên của Nuendo được Steinberg phát hành vào năm 2000. Tiếp theo là phiên bản 2 vào năm 2003, giới thiệu nhiều khía cạnh của chức năng trước đây được tìm thấy trong phiên bản SX của DAW khác của Steinberg, Cubase, vào thời điểm đó.
Phiên bản 3 của Nuendo được phát hành vào năm 2005, ngay sau khi bán Steinberg cho tập đoàn và tập đoàn đa quốc gia Nhật Bản, Yamaha. Đây là phiên bản đầu tiên của phần mềm hỗ trợ định dạng tệp AAF.
Phiên bản 4 (tháng 9 năm 2007) đã giới thiệu một hệ thống tự động hóa mới và các trình cắm thêm định dạng VST3 mới; phiên bản 5 (tháng 7 năm 2010) đã thêm các công cụ mới cho ADR và thiết kế âm thanh; và phiên bản 6 (tháng 9 năm 2013) bao gồm đo độ ồn mới và bảng điều khiển trộn mới.
Nuendo phiên bản 7 đã được xem trước lần đầu tiên tại Hội nghị các nhà phát triển trò chơi vào tháng 3 năm 2015, sau đó được phát hành vào tháng 6 năm 2015. Nó đã giới thiệu một tính năng được gọi là Game Audio Connect, cho phép truyền trực tiếp nội dung âm thanh bằng cách sử dụng phần mềm trung gian Audiokinetic Wwise.
Phiên bản 8 của Nuendo được phát hành vào tháng 6 năm 2017, có phiên bản 2 của chức năng Game Audio Connect, ngẫu nhiên hóa âm thanh và các tính năng xử lý ngoại tuyến mới.
Phiên bản 10 đã được công bố và xem trước tại GDC 2019 ở San Francisco vào ngày 20–22 tháng 3 năm 2019, sau đó phát hành vào ngày 24 tháng 4 năm 2019

## Liên Kết Ngoài
- Website chính thức